# Piauí Esporte Clube
Piauí Esporte Clube, conhecido popularmente apenas como Piauí, é um clube esportivo brasileiro, sediado em Teresina, capital do Piauí. 

## História
O clube foi fundado em 15 de Agosto de 1948 com o nome de Buenos Aires, em homenagem ao bairro onde se originou. Filiou-se à Federação Piauiense de Futebol em 1956. Já em 1957, o clube se consagrou campeão piauiense da Segunda Divisão. Na elite, obteve dois vice-campeonatos em 1960 e 1961. Foi na década de 60 que viveu sua melhor fase, quando chegou a conquistar um tetracampeonato estadual de forma consecutiva.

### Rebaixamento em 2020
No campeonato de 2020 o "Enxuga-rato" experimentou rebaixamento quando terminou em último lugar dentre oito clubes participantes. Na sua despedida a equipe jogou em 7 de Dezembro de 2020 no Estádio Lindolfo Monteiro e venceu o Flamengo do Piaui por 4 a 3. 

### Na segunda divisão
No Campeonato Piauiense de Futebol de 2024 - Segunda Divisão
A competição contou com a participação de cinco equipes: Flamengo, Comercial, Piauí, Caiçara e Atlético-PI. Foi disputada de 24 de agosto até 16 de outubro, o clube chegou a final contra Atlético-PI venceu nos pênaltis erguendo sua primeira taça no século 21.

### 2025: Retorno à elite e fim do jejum
Depois de retornar à elite do estadual após quatro edições ausente, o clube volta a vencer o Campeonato Piauiense após 40 anos sem levantar a taça, levando a melhor sobre o Fluminense-PI nas finais. O primeiro jogo terminou empatado em 2 a 2, com o Piauí sagrando-se campeão vencendo por 2 a 0 no jogo de volta.

## Estrutura

### CT Toca do Rato
O Piauí tem um Centro de Treinamentos próprio, o CT Toca do Rato. Localiza-se no bairro Jardim Europa, na zona leste da cidade de Teresina. A estrutura do Centro conta com três campos de futebol, piscina, bar e restaurante, além de 12 apartamentos que servem para alojamento de atletas e três salas para convenções.
No final de 2021 o clube emprestou seu CT ao Flamengo local e de forma não consentida, o rubro-negro descaracterizou o local colocando sua marca, o que gerou desconforto nos dirigentes do "Enxuga-rato". Dias depois o problema foi resolvido e o CT voltou a ter as características do seu dono.

## Torcida

### Cortou o cabelo depois de 15 anos
Na ocasião da conquista do título estadual de 1985, o torcedor José Carlos Coelho resolveu cumprir uma promessa que fez em 1970 quando chegou a Teresina: cortar o cabelo quando o "Enxuga-rato" fosse campeão estadual de futebol. O grande cabelo do mesmo foi cortado durante a comemoração do título na sede do clube.

## Símbolos

### Mascote
Em 1986 um leitor da Revista Placar teve a curiosidade e perguntou "Por que o distintivo do Piauí mostra um rato se enxugando?". Sobre isso a redação da revista escreveu - Na década de 60, o técnico do time do Piauí, Ênio Silva, inventou um novo tipo de preparação física, inspirado numa brincadeira nordestina chamada "enxugar o rato". Ênio colocava uma toalha ao redor do pescoço e fazia o papel do rato molhado. "Quem me pegar, enxuga o rato" dizia para os seus jogadores, antes de começar a dar muitas voltas no quarteirão da sede social do clube, sempre em alta velocidade. O Piauí foi tetracampeão estadual naquela oportunidade (1966, 1967, 1968 e 1969) e a diretoria resolveu adotar essa simbologia por superstição. Acontece que a figura do animal se enxugando com uma toalha passou a aparecer no escudo e desde então este animal foi adotado como mascote.
Outra versão, também envolvendo Ênio, é atualmente mais divulgada: o técnico empolgado com a apresentação de seus jogadores entoava à beira do campo a frase de um baião nordestino que dizia "enxuga o rato, menino!". No caso, o "rato" da história eram os adversários, mas a torcida acabou incorporando o animal como mascote.

## Estatísticas

#### Participações
|  | Participações em 2026 |

| Competição | Competição            | Temporadas | Melhor campanha         | Estreia | Última | P | R |
| Piauí      | Campeonato Piauiense  | 55         | Campeão (6 vezes)       | 1958    | 2025   |   | 1 |
| Piauí      | 2ª Divisão            | 5          | Campeão (1957 e 2024)   | 1957    | 2024   | 2 |   |
|            | Copa do Nordeste      | 2          | Fase de grupos (2015)   | 2015    | 2026   |   |   |
| Brasil     | Campeonato Brasileiro | 4          | 10º colocado (1968)     | 1967    | 1986   |   | 1 |
| Brasil     | Série B               | 2          | 9º colocado (1987 - MB) | 1980    | 1987   | – | – |
| Brasil     | Série C               | 2          | 11º colocado (1981)     | 1981    | 2005   | – | – |
| Brasil     | Série D               | 1          | Estreia (2026)          | 2026    | 2026   | – |   |
| Brasil     | Copa do Brasil        | 3          | 1ª fase (2006 e 2015)   | 2006    | 2026   |   |   |

## Títulos
| Estaduais | Estaduais                         | Estaduais | Estaduais                           |
|           | Competição                        | Títulos   | Temporadas                          |
| --------- | --------------------------------- | --------- | ----------------------------------- |
|           | Campeonato Piauiense              | 6         | 1966, 1967, 1968, 1969, 1985 e 2025 |
|           | Taça Estado do Piauí              | 3         | 2008, 2005 e 2014                   |
|           | Torneio Início                    | 5         | 1966, 1969, 1972, 1980 e 1987       |
|           | Campeonato Piauiense - 2ª Divisão | 2         | 1957 e 2024                         |